# Diehsa
Diehsa (1936–1947 Altmarkt; obersorbisch Dźěže) ist eine Ortschaft der Gemeinde Waldhufen im Landkreis Görlitz. In Diehsa hat der Verwaltungsverband Diehsa seinen Sitz.

## Geographie
Diehsa erstreckt sich auf etwa vier Kilometern Länge am Rande der Oberlausitzer Heide- und Teichlandschaft in einer Talsenke eines östlichen Ausläufers der Hohen Dubrau südlich der Talsperre Quitzdorf, etwa fünf Kilometer südwestlich von Niesky in einer waldreichen Landschaft. Die Bundesautobahn 4 verläuft wenige Kilometer südlich des Dorfes, nächste Anschlussstellen sind Weißenberg im Südwesten und Nieder Seifersdorf im Süden.
Der Ort liegt in Form eines Waldhufendorfes im nordwestlichen Zipfel der Gemeinde Waldhufen, im Westen liegen Groß Radisch und Thräna (Gemeinde Hohendubrau) und im Nordwesten Kollm (Gemeinde Quitzdorf am See). Vom Osten bis zum Süden liegen entlang der Staatsstraße zwischen Niesky und Löbau die Orte Jänkendorf, Ullersdorf, Baarsdorf und Nieder Seifersdorf.
Der im Oberdorf entspringende Bach führt sein Wasser dem Schwarzen Schöps zu, der östlich des Ortes zur Talsperre fließt.

## Geschichte
Urkundlich erwähnt wurde Diehsa im Jahr 1337 als Dese im ältesten Görlitzer Stadtbuch. Das Rittergut wechselte im Lauf der Zeit häufig seine Besitzer, sodass sich in Diehsa keine ortsprägende Herrschaft entwickeln konnte.
Eine Kirche in Diehsa wurde bereits 1354 genannt. Die heutige Kirche wurde wahrscheinlich im 15. oder frühen 16. Jahrhundert erbaut. Im Jahr 1539 wurde in Diehsa die Reformation eingeführt, durch die die Kirche evangelisch wurde. Spätestens seit dieser Zeit waren die nordnordöstlich gelegenen Dörfer Quitzdorf und Kaana (seit 1936 Reichendorf) in Diehsa eingepfarrt. Der Kirchturm wurde 1802 bis 1804 erbaut.

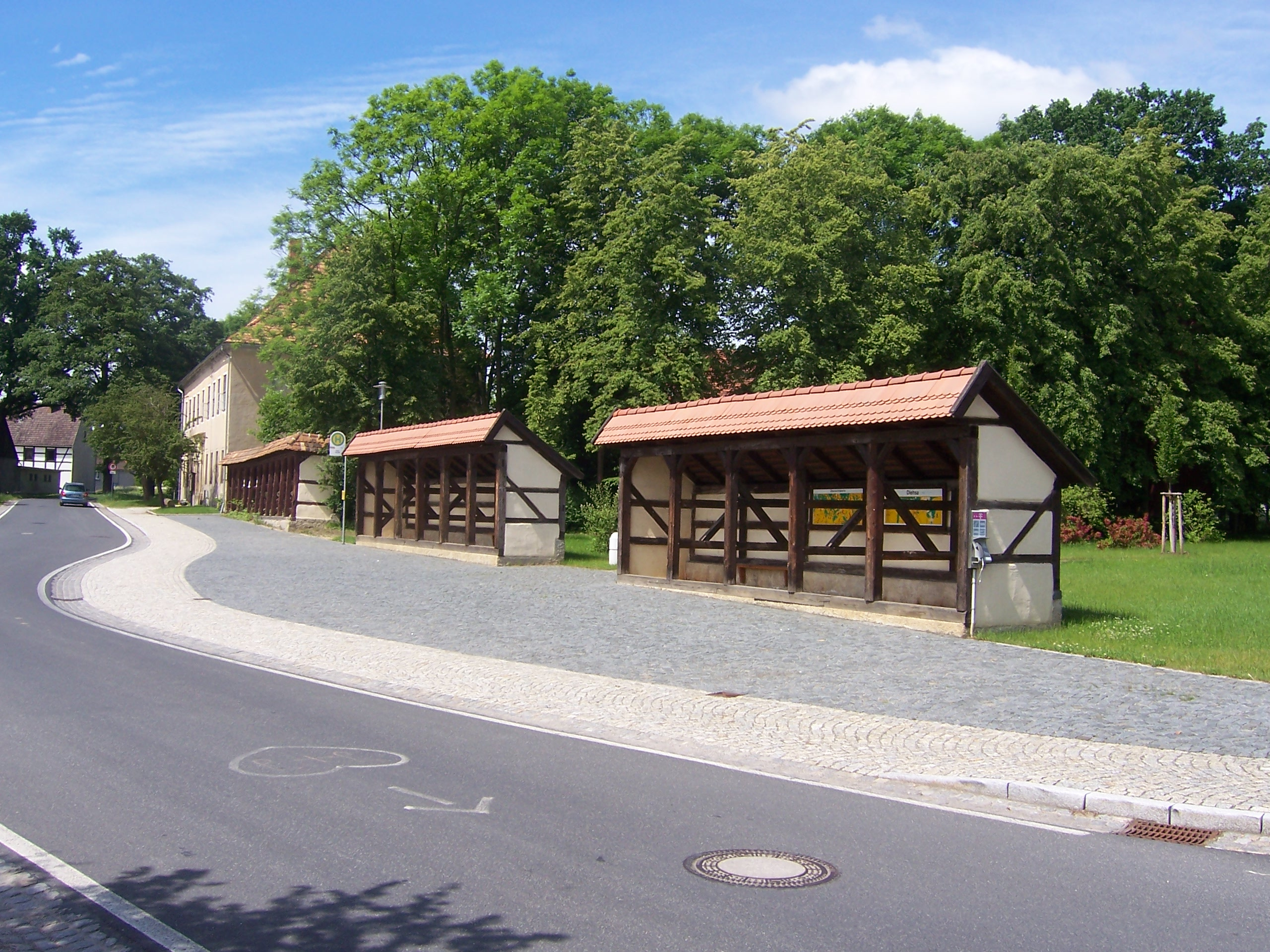
Marktstände in Diehsa

1670 erhielt Diehsa das Marktrecht, obwohl das Dorf abseits von Handelsstraßen wie beispielsweise der Oberen Landesstraße lag. Der Markt diente vor allem Bauern und Handwerkern der näheren Umgebung zum Absatz ihrer Produkte.
Nach der Schlacht bei Hochkirch zog Friedrich der Große im Oktober 1758 von Weißenberg über Diehsa nach Görlitz.
In den Jahren 1819 und 1820 wurden im Ort, inzwischen zum preußisch-schlesischen Landkreis Rothenburg gehörig, zwei Münzen aus der römischen Kaiserzeit gefunden. 1841 wurde für Tuchkaufleute das Gewandhaus erbaut.
Seit 1874 war Diehsa Sitz des gleichnamigen Amtsbezirks für die Landgemeinden Kollm, Diehsa, Quitzdorf und Steinölsa sowie den gleichnamigen Gutsbezirken. Die Gutsbezirke wurden 1928 eingemeindet, teilweise in verschiedene Landgemeinden. 1933 wurde der Amtsbezirk Diehsa aufgelöst und die Gemeinden in die umliegenden Amtsbezirke eingegliedert. Im Zuge der nationalsozialistischen Germanisierung sorbischstämmiger Ortsnamen wurde der Ort 1936 in „Altmarkt“ umbenannt. Diehsa gehörte bis 1945 dem Amtsbezirk Gebelzig an.
Am 19. April 1945 brannte die Kirche aus und die Glocken, die nach dem Ersten Weltkrieg neu beschafft werden mussten, stürzten ab. Durch Witterungseinflüsse stürzte das Dach des Kirchenschiffs mit seinem gotischen Rippengewölbe im Frühjahr 1946 ein. Baustoffknappheit verhinderte einen originalgetreuen Wiederaufbau, sodass die Längswände des Kirchenschiffes um 1,20 Meter abgetragen wurden und die Kirche eine ebene Holzdecke bekam. Beim Wiederaufbau, der sich bis 1949 hinzog, wurden zudem weitere bauliche Änderungen durchgeführt.
Diehsa, seit Kriegsende wieder zum Land Sachsen gehörig, wurde bei der Verwaltungsreform von 1952 dem Kreis Niesky (Bezirk Dresden) zugeordnet. Im März 1994 schloss sich Diehsa mit Jänkendorf, Nieder Seifersdorf und Thiemendorf zur Gemeinde Waldhufen zusammen.

### Bevölkerungsentwicklung
| Jahr | Einwohner |
| ---- | --------- |
| 1825 | 638       |
| 1871 | 807       |
| 1885 | 735       |
| 1905 | 810       |
| 1925 | 731       |
| 1939 | 749       |
| 1946 | 972       |
| 1950 | 965       |
| 1964 | 819       |
| 1990 | 694       |
| 1993 | 655       |
| 2011 | 598       |
| 2014 | 572       |
| 2022 | 540       |

Aus dem Jahr 1777 sind aus einem Urbar der Standesherrschaft Seidenberg 17 besessene Mann, 20 Gärtner und 30 Häusler überliefert. In den folgenden zwei Jahrhunderten schwankte die Einwohnerzahl zwischen 600 und 1000.
Von 1825 bis 1871 stieg die Einwohnerzahl um ein Viertel auf rund 800 an, fiel bis 1885 um etwa 70, stieg erneut auf rund 800 im Jahr 1905 an und fiel bis 1925 wieder auf den Stand von 1885. Nach dem Zweiten Weltkrieg fanden in Diehsa viele Vertriebene und Flüchtlinge Unterschlupf, sodass die Zahl gegenüber dem Vorkriegsniveau um 30 Prozent auf fast 1000 Einwohner anstieg. Erst in den 1950er und 1960er Jahren fiel sie allmählich. 1964 wurden 819 Einwohner verzeichnet.
Nach der Wende fiel die Einwohnerzahl weiter. In den dreieinhalb Jahren von der Wiedervereinigung Deutschlands bis zur Gründung der Gemeinde Waldhufen war ein Rückgang von fast zehn Prozent zu verzeichnen.
Als Arnošt Muka in der ersten Hälfte der 1880er Jahre eine Statistik über die Sorben in der Oberlausitz erstellte, beachtete er Diehsa nicht mehr, da der Ort bereits außerhalb des sorbischen Sprachgebiets lag. Die Einwohner waren demzufolge mehrheitlich oder gänzlich Deutsche.
Mit Stand 2011 betrug das Durchschnittsalter der Bewohner 45,5 Jahre.

### Ortsname
Der deutsche Name Diehsa und der sorbische Name Dźěže, der auf Grund der Ortslage außerhalb des sorbischen Siedlungsgebietes keinen offiziellen Charakter mehr hat, sind vom altsorbischen Wort děža ‘Backtrog, Mulde’ abgeleitet. Sie beschreiben die Lage des Ortes in einer backtrogähnlichen Mulde der Hohen Dubrau.

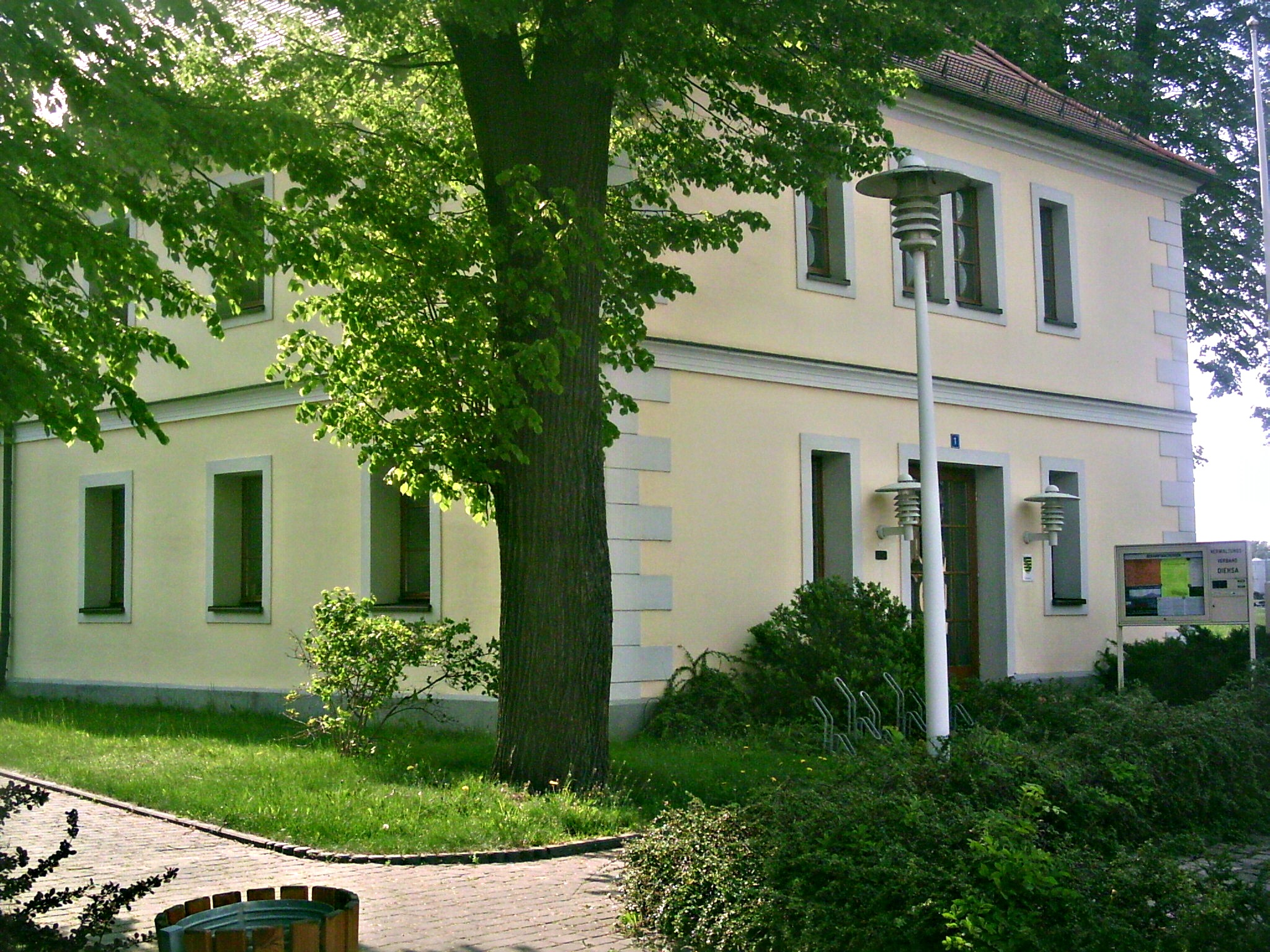
Das Gewandhaus dient heute als Standesamt und Verwaltungsgebäude.
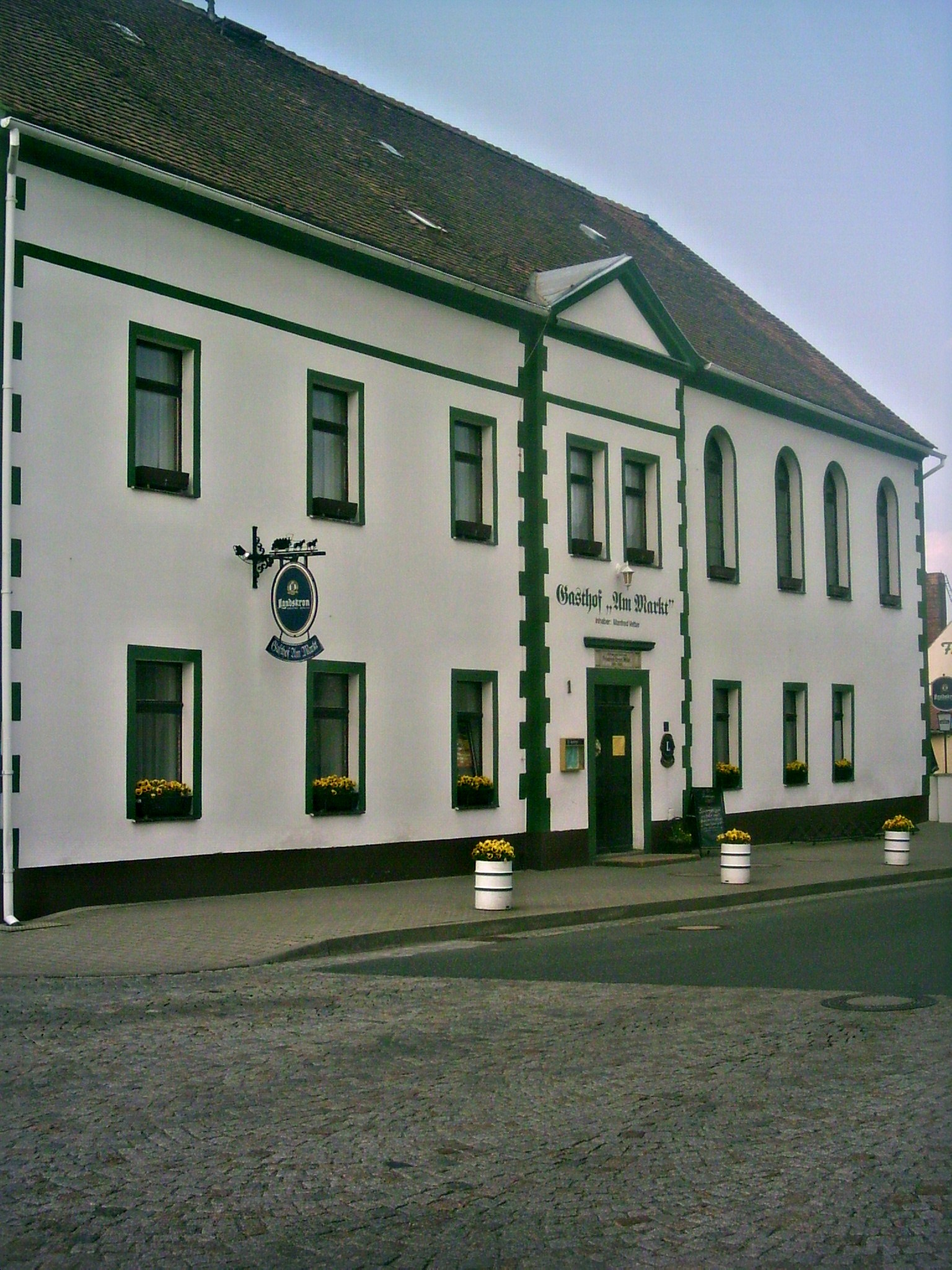
Gasthof „Am Markt“
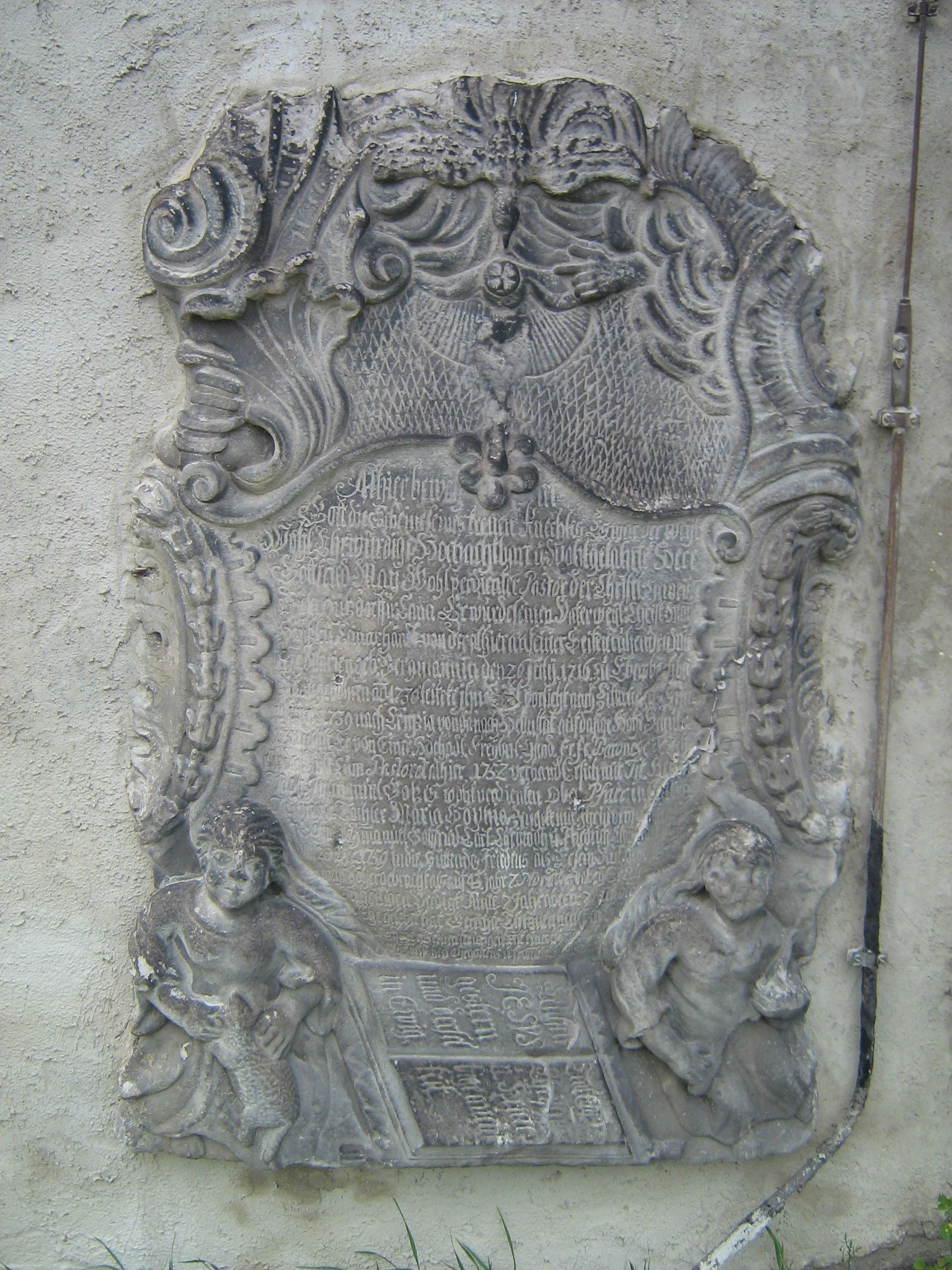
Grabstein an der Kirche

## Persönlichkeiten
- Julius von Zech-Burkersroda (1805–1872), Gutsbesitzer in Diehsa und Quitzdorf, Mitglied des Preußischen Herrenhauses
- Johann Friedrich Jencke (1812–1893), geboren in Diehsa, Direktor der Dresdener Taubstummenschule, königlich-sächsischer Hofrat
- Michael Bittner (* 1980), aufgewachsen in Diehsa, Autor und Publizist